# Fortim de Santa Cruz de Olinda
O Fortim de Santa Cruz de Olinda localizava-se na praia dos Milagres, ao sul da cidade de Olinda, no litoral do atual estado de Pernambuco, no Brasil.

## História
SOUZA (1885), acerca do Forte do Buraco (Forte de Madame Bruyne), esclarece que este, anteriormente à segunda das Invasões holandesas do Brasil, denominava-se Guarita de João Albuquerque, tendo participado da defesa de Olinda na ocasião (ver Forte de São Jorge Velho), sendo abandonado pelas forças neerlandesas quando da ofensiva final portuguesa ao Recife (1654) (op. cit., p. 82).
BARRETTO (1958) anota que em Olinda teria existido um fortim com o nome de Fortim de Santa Cruz, mais tarde denominado Guarita de João de Albuquerque, situado no local onde se acha o Convento de São Bento, que remonta a 1582. Este fortim teria sido reconquistado por forças portuguesas quando da retomada de Olinda em 1645 (op. cit., p. 139).
De acordo com o levantamento histórico do Laboratório de Arqueologia da Universidade Federal de Pernambuco, parece correto acreditar que esta defesa foi erguida por determinação do governador e Capitão-General da Capitania de Pernambuco, Matias de Albuquerque (1590-1647), por Cristóvão Álvares, de 1620 a 1622, com o nome de Forte de Santa Cruz do Mar. Provavelmente de faxina e terra, e em precárias condições de conservação, como as demais defesas da Capitania, foi tomado pelas forças invasoras em 1630. Figura na cartografia neerlandesa de 1641 como Guarda dos Judeus.
O fortim foi conquistado por forças portuguesas em 1645 quando da reconquista de Olinda, e recuperada pelos neerlandeses em seguida. Ao final da campanha, foi reconquistada definitivamente pelas forças portuguesas sob o comando do Capitão Braz de Barros, a 23 de Abril de 1648.
De acordo com a mesma fonte (LA/UFPE), em 1763 o forte ainda existia, artilhado com duas peças de 25 libras, uma de 20, duas de 14, e duas de 10, guarnecida por 14 homens (Tenente Domingos dos Santos de Almeida, Sargento Ignácio Luiz do Ó, Condestável Francisco José Roiz, sete soldados do Regimento de Olinda e quatro soldados da Companhia de Artilharia). Figura na "Coleção de Mapas de vários regimentos da Capitania de Pernambuco" (cerca de 1763) sob o título Forte de Santa Cruz do Mar (Arquivo Histórico Ultramarino, Lisboa) (IRIA, 1966:60).